# Spirotropis monterosatoi
Spirotropis monterosatoi là một loài ốc biển, là động vật thân mềm chân bụng sống ở biển trong họ Drilliidae.

## Miêu tả
Kích thước vỏ của con trưởng thành từ 14 mm đến 26 mm.

## Phân bố
Loài này xuất hiện ở vùng đáy duyên hải giữa Iceland và Na Uy, xuống phía tây bắc châu Phi; trong biển Địa Trung Hải.